# Serie Final de la Liga Nacional de Baloncesto 2013
La Serie Final de la Liga Nacional de Baloncesto 2013 fue la serie definitiva para la Liga Nacional de Baloncesto 2013. Los campeones del Circuito Norte, los Indios de San Francisco de Macorís derrotaron a los campeones del Circuito Sureste, los Titanes del Licey en 7 partidos (4-3), logrando su primer campeonato de la historia. El jugador de los Indios, el estadounidense Robert Glenn fue elegido Jugador Más Valioso de la Serie Final.
Esta fue la segunda aparición consecutiva en una serie final de la liga para los Indios. Mientras que los Titanes hicieron su tercera aparición en la historia del equipo (Dos apariciones como Constituyentes de San Cristóbal, de las cuales resultaron campeones en 2008).
La serie se disputó del 21 de agosto al 4 de septiembre de 2013 y fue disputada con el formato de ida y vuelta en cada uno de los partidos (En Santo Domingo se disputaron los partidos 1, 3, 5 y 7, mientras que en San Francisco de Macorís se jugaron los partidos 2, 4 y 6).

## Trayectoria hasta la Serie Final
Estos son los resultados de ambos equipos desde el comienzo de la temporada:
| Circuito | Equipo                             | Serie regular          | Serie Final de Circuito                               |
| -------- | ---------------------------------- | ---------------------- | ----------------------------------------------------- |
| Norte    | Indios de San Francisco de Macorís | 13-7 (2º del circuito) | Derrotaron a los Metros de Santiago, 3-2              |
| Sureste  | Titanes del Licey                  | 14-6 (1º del circuito) | Derrotaron a los Cocolos de San Pedro de Macorís, 3-2 |

## Enfrentamientos en serie regular
| 14 de julio de 2013 | Indios de San Francisco de Macorís                               | 85–77                | Titanes del Licey                                           |                                                                        |  |
|                     | Parciales: 22 - 14, 22 - 23, 25 - 22, 26 - 18                    |                      |                                                             |                                                                        |  |
|                     | Estadísticas Demetrius Conger 19 Alexis Montas 11 Robert Glenn 4 | Reporte Pts Reb Asts | Estadísticas 22 Gary Flowers 13 James Thomas 3 José Fortuna | Pabellón: Polideportivo Mario Ortega, San Francisco de Macorís, Duarte |  |

| 21 de julio de 2013 | Titanes del Licey                                             | 87–67                | Indios de San Francisco de Macorís                          |                                                                         |  |
|                     | Parciales: 23 - 11, 18 - 21, 30 - 13, 16 - 22                 |                      |                                                             |                                                                         |  |
|                     | Estadísticas Gary Flowers 21 James Thomas 13 Jonathan Primm 5 | Reporte Pts Reb Asts | Estadísticas 14 Tyron Thomas 7 Alexis Montas 4 Tyron Thomas | Pabellón: Palacio de los Deportes Virgilio Travieso Soto, Santo Domingo |  |

## Serie Final

### Partido 1
| 21 de agosto de 2013 | Titanes del Licey                                              | 84–87                | Indios de San Francisco de Macorís                             |                                                                         |  |  |
|                      | Parciales: 19 - 23, 14 - 20, 29 - 19, 22 - 35                  |                      |                                                                |                                                                         |  |  |
|                      | Estadísticas James Maye 32 James Thomas 16 Courtney Eldridge 5 | Reporte Pts Reb Asts | Estadísticas 28 Tyron Thomas 10 Alexis Montas 6 Richard Ortega | Pabellón: Palacio de los Deportes Virgilio Travieso Soto, Santo Domingo |  |  |
| Indios lideran 1-0   |                                                                |                      |                                                                |                                                                         |  |  |
|                      |                                                                |                      |                                                                |                                                                         |  |  |

### Partido 2
| 23 de agosto de 2013 | Indios de San Francisco de Macorís                                            | 82–62                | Titanes del Licey                                                     |                                                                        |  |  |
|                      | Parciales: 21 - 10, 22 - 19, 23 - 11, 16 - 22                                 |                      |                                                                       |                                                                        |  |  |
|                      | Estadísticas R. Charles y R. Glenn 13 A. Montas y R. Glenn 5 Richard Ortega 5 | Reporte Pts Reb Asts | Estadísticas 15 Juan José García 13 Juan José García 1 tres jugadores | Pabellón: Polideportivo Mario Ortega, San Francisco de Macorís, Duarte |  |  |
| Indios lideran 2-0   |                                                                               |                      |                                                                       |                                                                        |  |  |
|                      |                                                                               |                      |                                                                       |                                                                        |  |  |

### Partido 3
| 25 de agosto de 2013 | Titanes del Licey                                         | 81–70                | Indios de San Francisco de Macorís                          |                                                                         |  |  |
|                      | Parciales: 19 - 14, 18 - 26, 21 - 15, 23 - 15             |                      |                                                             |                                                                         |  |  |
|                      | Estadísticas James Maye 31 James Thomas 19 Danilo Núñez 5 | Reporte Pts Reb Asts | Estadísticas 21 Robert Glenn 9 Alexis Montas 3 Tyron Thomas | Pabellón: Palacio de los Deportes Virgilio Travieso Soto, Santo Domingo |  |  |
| Indios lideran 2-1   |                                                           |                      |                                                             |                                                                         |  |  |
|                      |                                                           |                      |                                                             |                                                                         |  |  |

### Partido 4
| 28 de agosto de 2013 | Indios de San Francisco de Macorís                                  | 80–85                | Titanes del Licey                                                       |                                                                        |  |  |
|                      | Parciales: 19 - 18, 21 - 17, 18 - 23, 22 - 27                       |                      |                                                                         |                                                                        |  |  |
|                      | Estadísticas Robert Glenn 30 Robert Glenn 9 R. Ortega y T. Thomas 2 | Reporte Pts Reb Asts | Estadísticas 27 Gerardo Suero 10 J. Thomas y D. Sutton 2 Darnell Hinson | Pabellón: Polideportivo Mario Ortega, San Francisco de Macorís, Duarte |  |  |
| Serie empatada 2-2   |                                                                     |                      |                                                                         |                                                                        |  |  |
|                      |                                                                     |                      |                                                                         |                                                                        |  |  |

### Partido 5
| 30 de agosto de 2013 | Titanes del Licey                             | 82–66 | Indios de San Francisco de Macorís |                                                                         |  |  |
|                      | Parciales: 21 - 17, 13 - 23, 24 - 15, 24 - 11 |       |                                    |                                                                         |  |  |
|                      | Estadísticas Gerardo Suero 21                 | Pts   | Estadísticas 19 Robert Glenn       | Pabellón: Palacio de los Deportes Virgilio Travieso Soto, Santo Domingo |  |  |
| Titanes lideran 3-2  |                                               |       |                                    |                                                                         |  |  |
|                      |                                               |       |                                    |                                                                         |  |  |

### Partido 6
| 1 de septiembre de 2013 | Indios de San Francisco de Macorís            | 93–84   | Titanes del Licey                             |                                                                        |  |  |
|                         | Parciales: 20 - 19, 15 - 17, 28 - 25, 30 - 23 |         |                                               |                                                                        |  |  |
|                         | Estadísticas Robert Glenn 21 Robert Glenn 7   | Pts Reb | Estadísticas 22 Gerardo Suero 15 James Thomas | Pabellón: Polideportivo Mario Ortega, San Francisco de Macorís, Duarte |  |  |
| Serie empatada 3-3      |                                               |         |                                               |                                                                        |  |  |
|                         |                                               |         |                                               |                                                                        |  |  |

### Partido 7
| 4 de septiembre de 2013   | Titanes del Licey                                              | 72–85                | Indios de San Francisco de Macorís                          |                                                                         |  |  |
|                           | Parciales: 17 - 20, 13 - 22, 15 - 24, 27 - 19                  |                      |                                                             |                                                                         |  |  |
|                           | Estadísticas Gerardo Suero 23 James Thomas 12 Darnell Hinson 4 | Reporte Pts Reb Asts | Estadísticas 20 Ramón Ruiz 10 Alexis Montas 6 Alberto Ozuna | Pabellón: Palacio de los Deportes Virgilio Travieso Soto, Santo Domingo |  |  |
| Indios ganan la serie 4-3 |                                                                |                      |                                                             |                                                                         |  |  |
|                           |                                                                |                      |                                                             |                                                                         |  |  |

## Rosters

### Indios de San Francisco de Macorís
| Indios de San Francisco de Macorís | Indios de San Francisco de Macorís | Indios de San Francisco de Macorís | Indios de San Francisco de Macorís |
| #                                  | Nombre                             | Nacionalidad                       | Posición                           |
| ---------------------------------- | ---------------------------------- | ---------------------------------- | ---------------------------------- |
| 21                                 | Reggie Charles                     | Estados Unidos                     | Alero                              |
| 15                                 | Eddie Elisma                       | Estados Unidos                     | Pívot                              |
| 10                                 | Luis Ferreiras                     | República Dominicana               | Alero                              |
| 13                                 | Amaury Filión                      | República Dominicana               | Ala-pívot                          |
| 7                                  | Mauro Gil                          | República Dominicana               | Escolta                            |
| 30                                 | Robert Glenn                       | Estados Unidos                     | Alero                              |
| 19                                 | Cristian Herrera                   | República Dominicana               | Pívot                              |
| 5                                  | Juan Rafael Martínez               | República Dominicana               | Alero                              |
| 23                                 | Alexis Montas                      | República Dominicana               | Ala-pívot                          |
| 4                                  | Richard Ortega                     | República Dominicana               | Base                               |
| 24                                 | Alberto Ozuna                      | República Dominicana               | Base                               |
| 12                                 | Ramón Ruiz                         | República Dominicana               | Escolta                            |
| 8                                  | Tyron Thomas                       | Estados Unidos                     | Escolta                            |
| Dirigente: David Díaz              |                                    |                                    |                                    |
| Asistente: Oscaly Moronta          |                                    |                                    |                                    |

### Titanes del Licey
| Titanes del Licey         | Titanes del Licey   | Titanes del Licey    | Titanes del Licey |
| #                         | Nombre              | Nacionalidad         | Posición          |
| ------------------------- | ------------------- | -------------------- | ----------------- |
| 34                        | Gregory Beltrán     | República Dominicana | Escolta           |
| 14                        | Benjamín Colón      | República Dominicana | Ala-pívot         |
| 8                         | Courtney Eldridge   | Estados Unidos       | Base              |
| 21                        | Smailin Encarnación | República Dominicana | Escolta           |
| 4                         | José Fortuna        | República Dominicana | Base              |
| 24                        | Juan José García    | República Dominicana | Ala-pívot         |
| 5                         | Darnell Hinson      | Estados Unidos       | Escolta           |
| 11                        | James Maye          | Estados Unidos       | Alero             |
| 7                         | Danilo Núñez        | República Dominicana | Base              |
| 38                        | Alex Rivas          | República Dominicana | Pívot             |
| 10                        | Gerardo Suero       | República Dominicana | Escolta           |
| 16                        | Dominique Sutton    | Estados Unidos       | Alero             |
| 15                        | James Thomas        | Estados Unidos       | Pívot             |
| Dirigente: José Domínguez |                     |                      |                   |

## Tragedia en la celebración
El miércoles 4 de septiembre de 2013 durante la celebración del título de los Indios, ocurrió un accidente cuando el equipo y los fanáticos se dedicaban a regresar a su ciudad natal San Francisco de Macorís, en el accidente fallecieron tres personas por un conductor que perdió el control de su vehículo e impacto a una multitud de personas. El presidente de la liga, Federico Lalane José y los Indios manifestaron su pesar a los familiares de las víctimas del trágico accidente. Los Indios suspendieron sus celebraciones y fiesta hasta el 12 de septiembre.